# Karatepe
Karatepe (en hitita, Azatiwataya o Azitawatas; en asirio Ishtunda o Ištunda) es una antigua fortaleza hitita de la provincia de Osmaniye, en Turquía, a 23 km de la ciudad de Kadirli, en las montañas del Tauro, en la orilla derecha del río Ceyhan. El lugar forma parte del parque nacional de Karatepe-Arslantaş.

## Historia

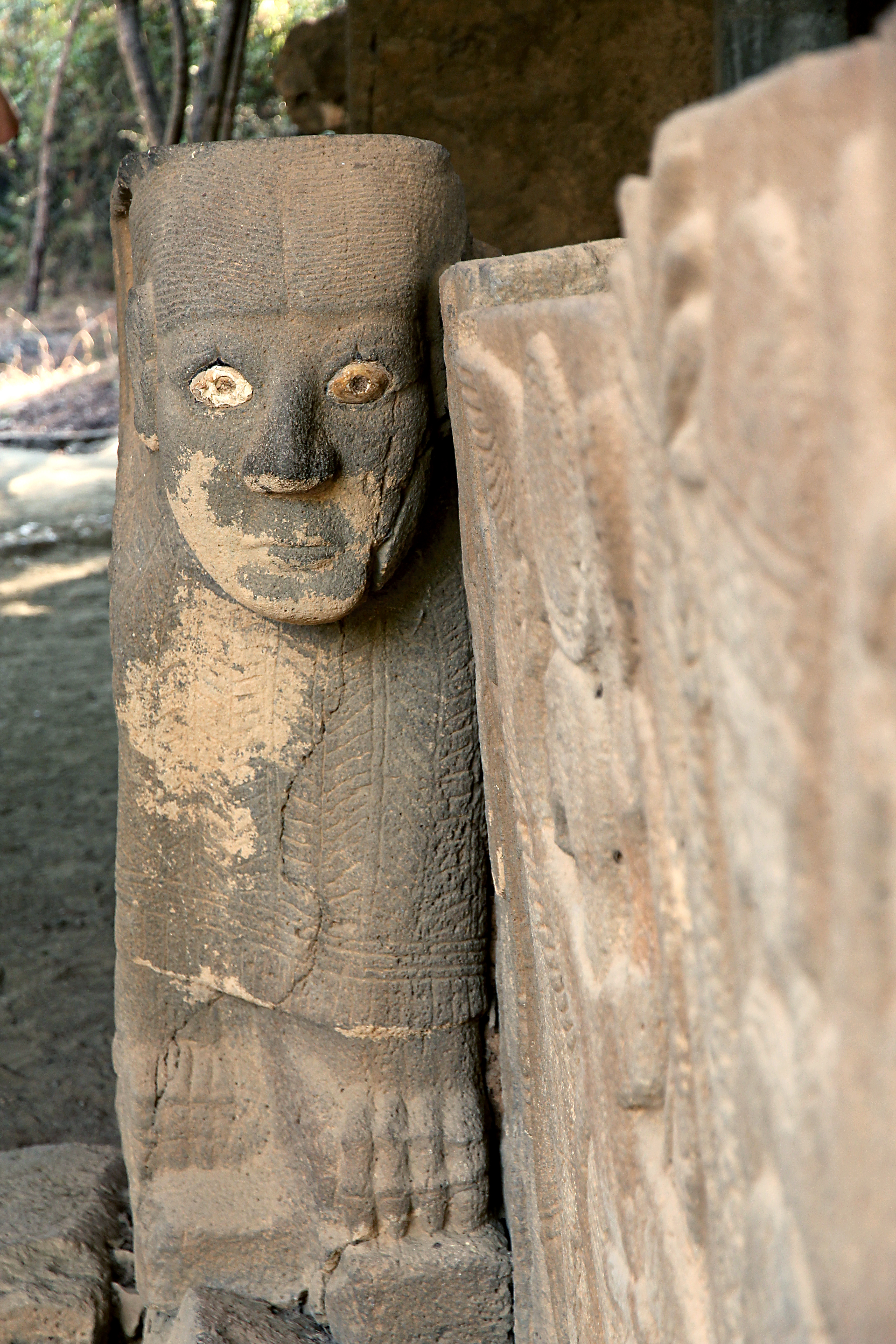
Pilar con forma de esfinge de Karatepe.

El lugar controlaba el paso desde Anatolia a la llanura norteña de Siria. Después del hundimiento del imperio Hitita, perteneció al reino de Que, que en el siglo IX a. C. (la fecha es discutida: podría ser a fines del siglo VIII a. C.) lo habría concedido a emigrantes griegos descendientes de Mopso, que supuestamente habrían emigrado de Troya varios siglos antes. Se han encontrado tablillas, estatuas, restos de edificios, dos puertas monumentales con relieves y pilares donde aparecen representados leones y esfinges flanqueando las puertas. Una inscripción bilingüe en fenicio y luvita del rey Azitawata de la casa de Mopso (en luvita Moxos; en fenicio, Mopsos bajo la forma mps) sirvió a los arqueólogos para descifrar los jeroglíficos luvitas.

## Arqueología

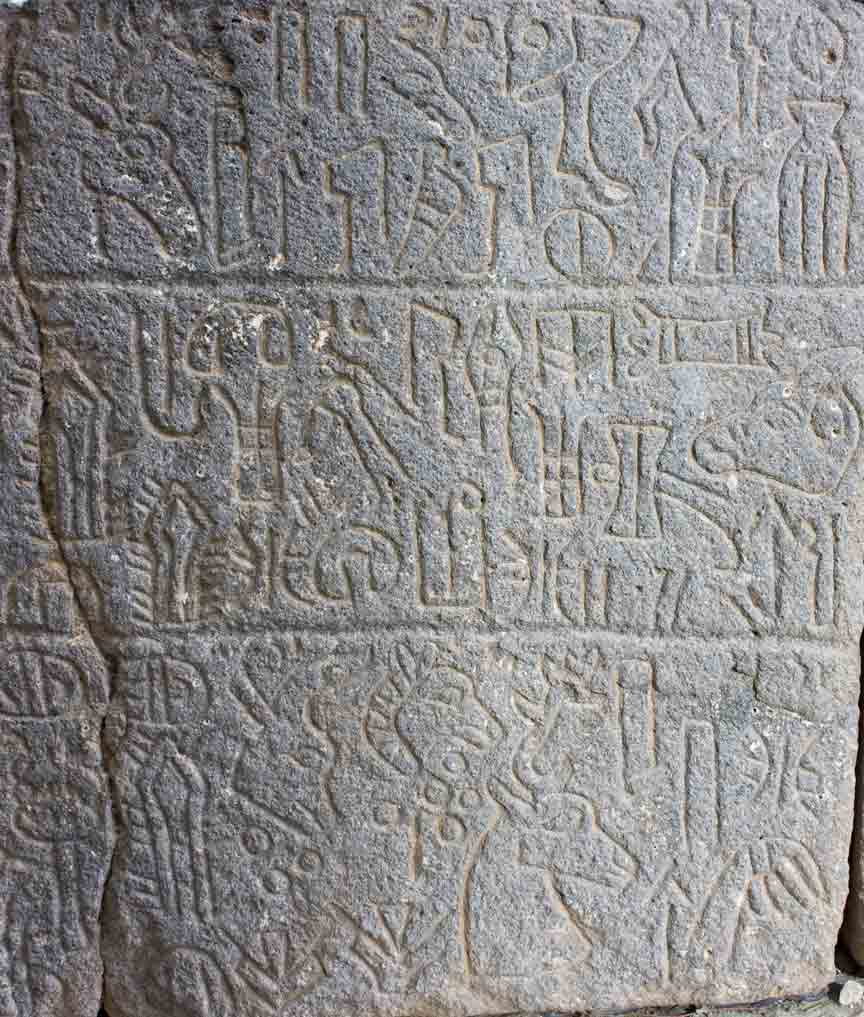
Inscripción bilingüe de Karatepe

El lugar fue descubierto en 1946 y fue excavado de 1947 al 1957 por un equipo dirigido por Helmuth Theodor Bossert. Se llevaron a cabo trabajos de restauración y también otros sondeos. En la década de 1990 se realizaron más trabajos arqueológicos bajo la dirección de Halet Çambel.